# Модебадзе, Шота Габриелович
Шота Габриелович Модебадзе (15 ноября 1929 год, село Цодноба, Лагодехский район, ССР Грузия — декабрь 1985 года, Рустави, Грузинская ССР) — бригадир комплексной бригады стройуправления «Жилстрой» треста «Закметаллургстрой», Грузинская ССР. Герой Социалистического Труда (1966).

## Биография
Родился в 1929 году в крестьянской семье в селе Цодноба Лагодехского района. После окончания местной школы трудился в местном колхозе «Село знаний» Лагодехского района. За выдающиеся трудовые достижения в табаководстве по итогам работы в 1948 году был награждён Орденом Трудового Красного Знамени.
С 1950 по 1953 года проходил срочную службу в Красной Армии, после которой трудился строителем в строительном отделе Руставского треста «Закавказский металлург». В последующем возглавлял комплексную бригаду в строительном управлении треста «Закметаллургстрой», директором которого был Нестор Асалович Георгадзе. С 1959 года — член КПСС.
Бригада под его руководством строила различные культурно-социальные, производственные и жилые объекты в Рустави и Тбилиси. Неоднократно занимала передовые места в социалистическом соревновании среди строительных бригад Грузинской ССР. Досрочно выполнила плановые задания Семилетки (1959—1965), заняв первое место в социалистическом соревновании среди трудовых коллективом треста. Указом Президиума Верховного Совета СССР от 2 апреля 1966 года удостоен звания Героя Социалистического Труда за «достигнутые успехи в развитии сельского хозяйства, промышленности и науки Грузинской ССР» с вручением ордена Ленина и золотой медали «Серп и Молот» (№ 10872).
После выхода на пенсию проживал в Рустави. Скончался в декабре 1985 года.
Награды
- Герой Социалистического Труда
- Орден Ленина
- Орден Трудового Красного Знамени (03.05.1949)